# What If...? (mùa 3)
Mùa thứ ba của loạt phim hoạt hình Mỹ What If...?, dựa trên đầu truyện Marvel Comics cùng tên, khám phá các dòng thời gian thay thế trong đa vũ trụ cho thấy điều gì sẽ xảy ra nếu những khoảnh khắc quan trọng trong các bộ phim của Vũ trụ Điện ảnh Marvel (MCU) xảy ra khác đi. Phần này được sản xuất bởi Marvel Studios Animation, với Matthew Chauncey là biên kịch chính và Bryan Andrews đạo diễn.
Jeffrey Wright đóng vai the Watcher, người tường thuật loạt phim, cùng với nhiều diễn viên điện ảnh MCU đảm nhận vai trò của họ. Quá trình phát triển phần này bắt đầu vào tháng 7 năm 2022, với việc Chauncey thay thế AC Bradley ở vị trí biên kịch vào tháng 12 năm 2023. Andrews tiếp tục là đạo diễn cho mùa 3.
Mùa ba dự kiến sẽ được phát hành trên dịch vụ phát trực tuyến Disney+ .

## Vai diễn và nhân vật
Bộ truyện được thuật lại bởi Jeffrey Wright trong vai the Watcher, một thành viên của chủng tộc Watcher ngoài hành tinh, người quan sát đa vũ trụ. Mỗi tập phim có các phiên bản khác nhau của các nhân vật trong phim MCU, với nhiều diễn viên đảm nhận vai trò của họ trong loạt phim.

## Sản xuất

### Phát triển
Công việc đã bắt đầu vào mùa thứ ba của What If...? vào tháng 7 năm 2022. Vào thời điểm đó, biên kịch chính A. C. Bradley tiết lộ rằng mùa thứ hai của loạt phim là dự án cuối cùng của cô tại Marvel Studios, với biên tập viên câu chuyện của loạt phim Matthew Chauncey đảm nhận vai trò biên kịch chính cho mùa giải. Đạo diễn loạt phim Bryan Andrews trở lại với mùa thứ ba. Phần này có tập trung tâm là Người bảo vệ Đỏ do Bradley viết, ban đầu được dự định cho phần thứ hai, nhưng sau đó đã được chuyển sang phần thứ ba. Bradley viết tập phim này vào năm 2020.

### Viết kịch bản
Nhà sản xuất điều hành Brad Winderbaum mô tả phần này là đỉnh cao của bộ ba phim, hoàn thành một "trải nghiệm cảm xúc" với Watcher, người có tính nhân văn được khám phá nhiều hơn các phần trước. Ông nói thêm rằng phần này sẽ có những gợi ý đầu tiên về "tiềm năng chéo" giữa loạt phim và các dự án hoạt hình khác của Marvel Studios. Một số khái niệm tập chưa được sử dụng đã được tạo cho phần đầu tiên và thứ hai đã được sử dụng cho phần thứ ba. Andrews cho biết ý tưởng của các tập của mùa thứ ba "kỳ quặc" hơn so với những ý tưởng được sử dụng trong hai mùa đầu tiên, và khám phá thêm các thể loại khác nhau. Một tập phim có mech Captain America theo phong cách GTA , và Andrews rất hào hứng khi chuyển sang "thể loại đầy đủ, hạng nặng, siêu lớn" với tập phim. Một tập khác thăm lại các nhân vật trong mùa đầu tiên.
Các ý tưởng đã được xem xét cho phần này nhưng không được sử dụng bao gồm cố gắng lôi kéo ban nhạc Kiss vào bốn tập khác nhau, một trong số đó là khái niệm Trận chiến giữa các ban nhạc trong thiên hà với Kiss đóng vai trò là giám khảo và một tập samurai mà Andrews mô tả là "cứng rắn, tàn bạo và tuyệt vời" với các yếu tố của Romeo và Juliet.

### Tuyển vai diễn
Jeffrey Wright quay lại kể lại bộ truyện với tư cách là Người theo dõi. Kế hoạch của Marvel cho loạt phim này là để các diễn viên đóng vai các nhân vật trong phim MCU đóng lại vai của họ trong What If...?. Những người này bao gồm: Sebastian Stan trong vai Bucky Barnes, David Harbor trong vai Alexei Shostkov / Red Guardian, và Laurence Fishburne trong vai Bill Foster. Ngoài ra còn có Sam Wilson / Captain America và Monica Rambeau. Các nhân vật được giới thiệu trong phần này bao gồm America Ferrera trong vai Ranger Morales.

## Quảng bá
Đoạn phim đầu tiên của phần được phát hành vào tháng 12 năm 2023, như một phần của "The Watcher's Nine Days of What If...?" của phần thứ hai. Trang web kiểu lịch Mùa Vọng, trong khi hình ảnh từ các tập phim được phát hành vào tháng sau.

## Phát hành
Mùa ba sẽ ra mắt trên Disney+ vào tháng 1 năm 2024, Andrews cho biết ông tin rằng có khả năng phần phim sẽ phát hành vào cuối năm 2024, nhưng gọi thời hạn đó là "chặt chẽ" và lưu ý rằng Marvel Studios và Disney liên tục thay đổi các phiên bản phát hành. Tháng 5 năm đó, Winderbaum cho biết công việc gần như đã hoàn thành trong mùa phim và đây có thể là dự án hoạt hình tiếp theo của hãng phim sẽ được phát hành.